# Wilhelmsthal (commune)
Pour les articles homonymes, voir Wilhelmsthal.
Wilhelmsthal est une commune de Bavière (Allemagne), située dans l'arrondissement de Kronach, dans le district de Haute-Franconie.